# Pau López
Pau López Sabata (født 13. december 1994 i Girona) er en spansk fodboldspiller, der spiller som målmand hos den franske klub Marseille. Han er udlånt fra Roma.